# 101-й километр
«Сто первый километр» — неофициальный термин, обозначающий способ ограничения в правах, применявшийся в СССР к отдельным категориям граждан. Им запрещалось селиться в пределах 100-километровой зоны от государственной границы СССР и вокруг Москвы, Ленинграда, столиц союзных республик (Киев, Минск, Ташкент, Кишинёв, Рига, Вильнюс, Таллин, Баку, Ереван, Тбилиси, Алма-Ата, Ашхабад, Фрунзе, Душанбе), других крупных (Новосибирск, Свердловск, Харьков и так далее), а также «закрытых» городов (Севастополь, Днепропетровск, Куйбышев). Эта мера социальной защиты не была изобретена большевиками, а досталась от царской России (подробнее см. Запрет проживания).
В годы политических репрессий на 102-й километр и далее отправляли членов семей репрессированных по ст. 58 УК РСФСР. Позднее подобной высылке подвергались, главным образом, не работавшие граждане (тунеядцы), диссиденты, рецидивисты и осуждённые по особо тяжким статьям УК РСФСР. В 1953 году эту территорию серьёзно пополнили амнистированные. Туда же во время Олимпиады-80 выселяли всех неблагонадёжных. Накануне открытия Олимпиады под «зачистку» в Москве попали около 50 тысяч «антиобщественных элементов» — попрошаек, алкоголиков и дебоширов, в административном порядке временно «выдворенных за 102 километр».
На 101-м километре от Москвы расположены Александров и Покров (Владимирская область), Балабаново и Белоусово (Калужская область), Егорьевск, Коломна, Шатура, Орехово-Зуево, Зарайск, Волоколамск, Можайск, Руза, Талдом, Ступино (Московская область). 101 километр трактовался не строго геометрически в виде круга радиусом 102 км с центром на Красной площади, а в виде перечня населённых пунктов, ближе которых селиться было запрещено. При этом, например, до Балабанова от Красной площади всего 86 км (по прямой).
В каждом конкретном случае 102-й километр для репрессированных уточнялся индивидуально, так, например, в паспорте одного из опрошенных в рамках Гарвардского проекта стоял запрет на проживание «в крупных городах, на Кавказе и в любых промышленных районах».

## Отражение в популярной культуре
- Песня «101-й километр» группы «Лесоповал»
- Песня «101-й километр» Александра Розенбаума
- Песня «Килиманджаро» группы AveNue
- Пьеса «Звёзды на утреннем небе» Александра Галина